# Kazimierz Klochowicz
Kazimierz Albin Klochowicz (ur. 1 marca 1896, zm. 18 czerwca 1970 w Londynie) – oficer dyplomowany piechoty Wojska Polskiego i Polskich Sił Zbrojnych, w 1955 roku mianowany pułkownikiem przez Prezydenta RP na uchodźstwie, teoretyk broni, minister i polityk emigracyjny.

## Życiorys
Urodził się 1 marca 1896. Ukończył Gimnazjum Wojciecha Górskiego w Warszawie. Po wybuchu I wojny światowej przerwał studia handlowe i wstąpił do Legionów Polskich.
Od 9 listopada do 13 grudnia 1918 roku był uczniem klasy „J” (klasa 6) Szkoły Podchorążych. Po odzyskaniu przez Polskę niepodległości został przyjęty do Wojska Polskiego. Został awansowany do stopnia kapitana piechoty ze starszeństwem z dniem 1 czerwca 1919. W 1923, 1924 był oficerem 62 pułku piechoty w Bydgoszczy, w tym w 1923 jako oficer nadetatowy był przydzielony do kadry macierzystej Szkoły Podchorążych Piechoty.
Z dniem 1 listopada 1925 roku został przydzielony do Wyższej Szkoły Wojennej w Warszawie, w charakterze słuchacza Kursu 1925–1927. Z dniem 28 października 1927 roku, po ukończeniu kursu i otrzymaniu dyplomu naukowego oficera sztabu generalnego, został przeniesiony do Dowództwa Okręgu Korpusu Nr VII w Poznaniu na stanowisko referenta, pozostając oficerem nadetatowym 62 pułku piechoty. Został awansowany do stopnia majora ze starszeństwem z dniem 1 stycznia 1931 roku w korpusie oficerów piechoty. Następnie pełnił służbę w Oddziale III Sztabu Głównego w Warszawie. W 1934 roku został przeniesiony do 9 pułku piechoty Legionów w Zamościu na stanowisko dowódcy batalionu. Później był szefem sztabu Obszaru Warownego „Wilno”. W pierwszej dekadzie września 1939 roku, po zakończeniu mobilizacji rezerwowej 35 Dywizji Piechoty, pełnił obowiązki dowódcy Obszaru Warownego „Wilno”.
23 września 1939 roku zgłosił się do sztabu Grupy „Dubno” i rozkazem płk. Stefana Hanka-Kuleszy objął dowództwo nad improwizowanym pułkiem piechoty stworzonym z trzech batalionów Grupy. Następnego dnia wieczorem kierowany przez niego pułk dokonał odbicia wsi Rzyczki w trakcie bitwy pod Rawą Ruską. Dowodzony przez niego pułk zbiorczy powstał w miarę dołączania kolejnych pododdziałów i był złożony z trzech batalionów piechoty.

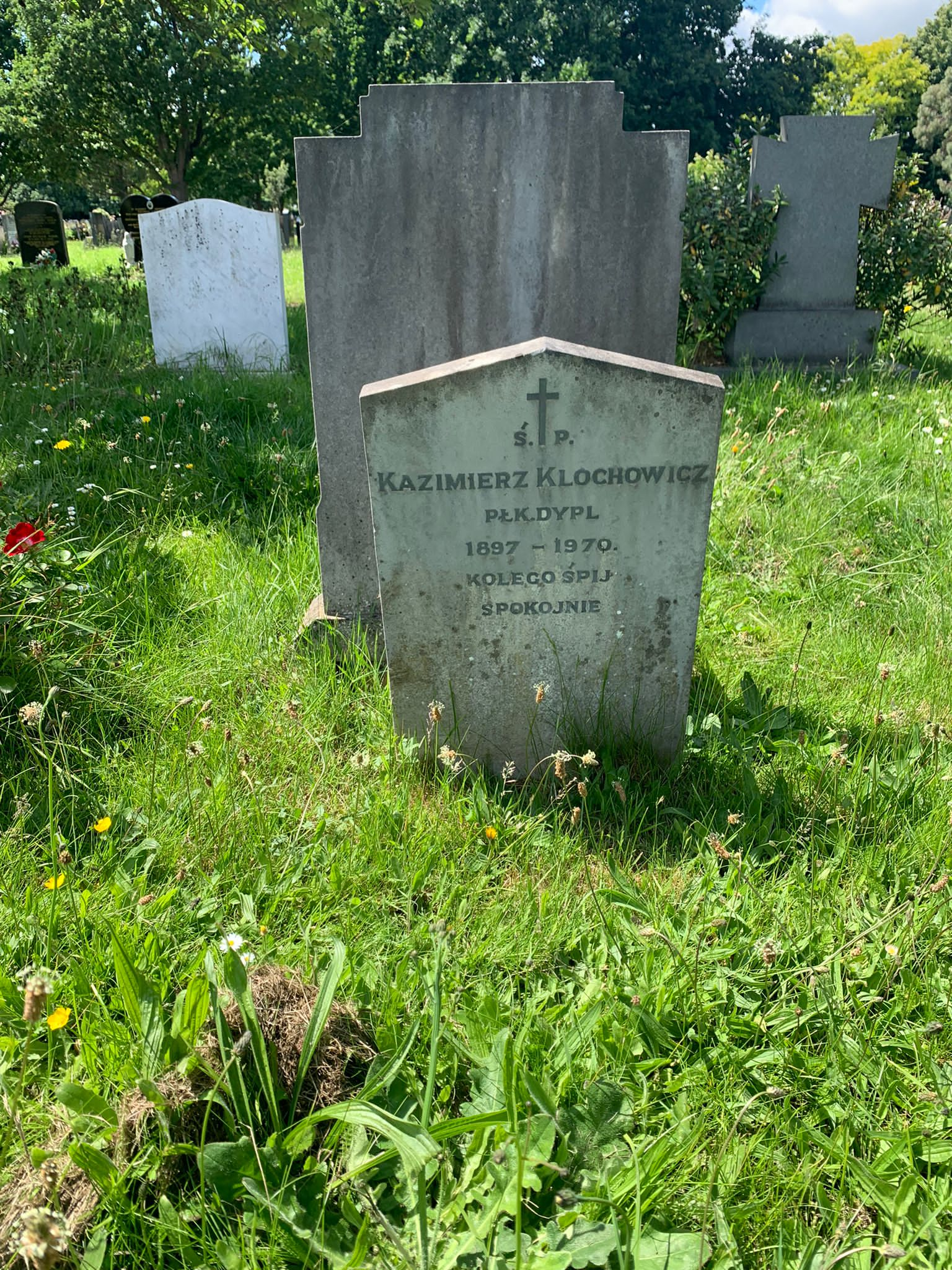
Grób Kazimierza Klochowicza

Po przedostaniu się na Zachód został oficerem Polskich Sił Zbrojnych. Po wojnie pozostał na emigracji w Wielkiej Brytanii. W 1955 roku został mianowany pułkownikiem w korpusie oficerów piechoty. Od 25 czerwca 1965 roku do 28 listopada 1966 roku był ministrem informacji i dokumentacji w Rządzie Aleksandra Zawiszy. Od 28 października 1968 roku do 7 listopada 1970 roku z ramienia Ruchu Niezależnej Polityki Polskiej był członkiem IV Rady Rzeczypospolitej Polskiej. Był autorem publikacji z zakresu wojskowości. Pod koniec życia pracował nad biografią gen. Michała Tokarzewskiego-Karaszewicza. Zmarł 18 czerwca 1970 w Londynie i został pochowany na tamtejszym Cmentarzu North Sheen (16G nr 149).

## Publikacje
- Historyczny rozwój ręcznej broni palnej. Cz. I (1921)[19][20]
- Pistolety. Browning – Cebra – Parabellum (1925)[20]
- Pistolety. Mauser – Dreyse – Steyr – Browning – Colt (1925, 2014)[20][21]
- Metoda nauczania o broni. Z planami wykładów, schematami i rysunkami (1925, wyd. 3 w 1930, współautorzy: Tadeusz Felsztyn, Stanisław Szymanowski)[20]
- Historyczny rozwój ręcznej broni palnej (1927)[20]
- Nasi wielcy wodzowie XVI i XVII w. w świetle napoleońskiego geniuszu (1927)[20]
- Cztery niedotrzymane pakty (1962, 1966, 1984)[22][23][20][24]
- Cui bono? Na marginesie książki T. Machalskiego „Pod prąd” (1965, współautorzy: Stefan Brzeszczyński, Gustaw Łowczowski, Antoni Szymański)[20]

## Ordery i odznaczenia
- Krzyż Niepodległości (12 marca 1931)[25]
- Krzyż Oficerski Orderu Odrodzenia Polski (3 maja 1958)[26]
- Złoty Krzyż Zasługi (18 marca 1932)[27]